# Cribranopsis
Cribranopsis es un género de foraminífero bentónico de la subfamilia Endothyranopsinae, de la familia Endothyridae, de la superfamilia Endothyroidea, del suborden Fusulinina y del orden Fusulinida. Su especie tipo es Cribranopsis fossa. Su rango cronoestratigráfico abarca el Viseense (Carbonífero inferior).

## Discusión
Clasificaciones más recientes incluyen Cribranopsis en el suborden Endothyrina, del orden Endothyrida, de la subclase Fusulinana de la clase Fusulinata. Algunas clasificaciones incluyen Cribranopsis en la familia Endothyranopsidae.

## Clasificación
Cribranopsis incluye a las siguientes especies:
- Cribranopsis fossa †
- Cribranopsis monabiae †